# Bad Day (Daniel Powter)
Bad Day is een nummer van de Canadese zanger Daniel Powter. Het is de eerste single van zijn naar zichzelf genoemde debuutalbum.
Het nummer werd een grote wereldhit, maar daar bleef het bij. Na "Bad Day" had Daniel Powter geen grote hits meer. Het nummer haalde in zijn thuisland Canada de 7e positie, en werd een nummer 1-hit in de Amerikaanse Billboard Hot 100. In de Nederlandse Top 40 wist het nummer de 6e positie te behalen, en in de Vlaamse Ultratop 50 kwam het een plekje hoger.

## NPO Radio 2 Top 2000
| Nummer met noteringen in de NPO Radio 2 Top 2000 | '05 | '06  | '07  | '08  | '09  | '10  | '11  | '12  | '13  |
| ------------------------------------------------ | --- | ---- | ---- | ---- | ---- | ---- | ---- | ---- | ---- |
| Bad Day                                          | 820 | 1337 | 1574 | 1715 | 1881 | 1544 | 1665 | 1536 | 1979 |

1. ↑  Een vetgedrukt getal geeft de hoogste notering aan.
2. ↑  2005 was het eerste jaar met een notering voor dit nummer.
3. ↑  Deze tabel is bijgewerkt tot en met de laatste editie (2024).